# Browse (otok)
Otok Browse je mali nenaseljeni otok, površine oko 14-hektara, u Timorskom moru oko 180 km sjeverozapadno od obale Kimberleya u sjeverozapadnoj Australiji. To je Zapadnoaustralski prirodni rezervat koji je klasificiran kao 'Nije klasa A'  u nadležnosti Državne komisije za očuvanje i kojim upravlja Odjel za okoliš i zaštitu. Smatra se najudaljenijim otokom Zapadne Australije, a također je i jedan od najudaljenijih australskih otoka koji ne potpada pod status vanjskog teritorija.

## Okoliš

### Fauna
Otok je važno mjesto za gniježđenje golemih želvi, kao i morskih ptica. Prisutni su introducirani kućni miševi. Okružen je velikim koraljnim grebenima. Vode oko otoka mjesto su uzdizanja povezanog s koncentracijama tropskog krila, a postoje nepotvrđena izvješća o tome da se grbavi kitovi tamo hrane.

### Ljudski utjecaj
Na otoku se vadio guano od 1870. do 1890. Na otoku se nalazi devet povijesnih brodoloma, uključujući jedan koji je uvršten u Registar nacionalnog dobra. Postoji heliodrom koji koristi industrija nafte i plina. Okolne vode posjećuju indonezijski ribari budući da se otok nalazi u području MOU 74 Box koji dopušta tradicionalne indonezijske ribolovne aktivnosti unutar australske ribolovne zone.
Priča se da je otok tijekom Drugog svjetskog rata koristila američka mornarica.
Svjetionik na acetilenski pogon izgrađen je na južnom kraju otoka 1945. godine, a kasnije je 1985. prebačen na solarnu energiju.
Platforma za proizvodnju tekućeg prirodnog plina Ichthys Explorer nalazi se u blizini otoka. To je najveća svjetska polu-uronjiva platforma.